# 山内卓郎
山内 卓郎（やまのうち たくろう、1898年（明治31年）4月3日 - 1979年（昭和54年）4月3日）は、大正・昭和期の実業家、政治家。参議院議員（1期）。

## 経歴
本籍愛知県。南海炭鉱を設立、東洋産業株式會社長となる。戦後、1947年4月、第1回参議院議員通常選挙に愛知県地方区から無所属で出馬して当選し（任期6年）、参議院議員を1期務めた。1968年春の叙勲で勲三等旭日中綬章受章。